# مود بابكوك
مود بابكوك (بالإنجليزية: Maud Babcock)‏ هي محاضرة ‏ أمريكية، ولدت في 2 مايو 1867، وتوفيت في 31 ديسمبر 1954.